# Liste armenischer Schriftsteller
Liste armenischer Schriftsteller:

## A
- Abadjyan Gevorg
- Abdiso bar Brika, vor 1291–1318
- Abojan Witalij, * 1975
- Abgarjan Narine, * 1971
- Chatschatur Abowjan, 1809–1848
- Adrbet (Sarkis Mubajadschian 1860–1937)
- Avedis Aharonian, 1866–1948
- Andranik Andreasian, 1909–1996
- Vahan Aramuni, 1914–1966
- Awaljan Roman, * 1984
- Arsen Adschemian, 1899–unbekannt
- Mkrtitsch Adschemian, 1838–1917
- Aghandjar, 1877–1913
- Ghazaros Aghayan, 1840–1911
- Vahram Alazan, 1903–1966
- Ghevond Alişan, 1820–1901
- Anais, 1872–1950
- Wachtang Ananjan, 1905–1980
- Armen Anusch, 1907–1958
- Michael Arlen
- Arpiar Arpiarian, 1851–1908
- Heranush Arshakian, 1887–1905
- Antonia Arslan, * 1938
- Zabel Asadour, 1863–1934
- Mkrtich Aslanian
- Atrpet, 1860–1937
- Gerassim Awscharjan, * 1972
- Aghasi Ayvazyan, 1925–2007

## B
- Arsen Komitas Bagratuni, 1790–1866
- Axel Bakunts, 1899–1937
- Peter Balakian (USA), * 1951
- Ara Baliozian, 1936–2019
- Hagop Baronian, 1843–1891
- Merujan Barsamian, 1883–1944
- Retheos Berberian, 1848–1907
- Mgrditsch Beschiktaschlian, 1828–1868
- Yeghiya Biuzand, 1900–1995
- Eduard Boyadjian, 1915–1966

## C
- Jacques Chahan de Cirbied
- Chatschatur Jewdokatsi
- Mkrtitsch Chatschian, 1915–1985

## D
- Adrine Dadrian, 1915–unbekannt
- Vahram Dadrian, 1900–1948
- Aharon Dadurian, 1886–1965
- Sarsand Darian, 1912–1984
- Hatschik Daschtents, 1910–1974
- David Baghishetsi
- Wahagn Davitan
- Magar Davtian, 1910–1964
- Yeghia Demircibaschian, 1851–1908
- Srpouhi Dussap 1842–1901

## E
- Eghivard, 1910–1990
- Gevorg Emin, 1919–1998
- Hovsep Emin, 1726–1809
- Erukhan, 1870–1915
- Howhannes Erznkatsi

## G
- Zaruhi Galemkarian, 1874–1971
- Garabed Baghishetsi, 1475–1520?
- Ghazar Dschahketsi, unbekannt–1751
- Ghazar Sebastatsi, 16.–17. Jh.
- Ghazar Bagher Oghli, 17. Jh.
- Alicia Ghiragossian, 1936–2014
- Ghunkianos Karnetsi, † 1841?
- Gregor von Narek, 951–1003
- Grigor Kamahetsi, 1576–1643
- Aghavni Grigoryan, 1911–1992
- Grigor Grigorjan, * 1980

## H
- Ruben Howsepjan, * 1939
- Vahé Hajk, 1896–1983
- Aram Haykaz, 1900–1986
- Artasches Harutunian, 1873–1915
- Hovik Hovhannesyan, * 1956

## I
- Indra, 1875–1921
- Muschegh Ischchan, 1913–1990

## J
- Arsen Jergat, 1893–1969
- Jeruhan, 1870–1915
- Emanuel Jesajan, 1839–1907
- Zabel Jesajan, 1878–1943

## K
- Kevork Kaghvarents, 1892–1946
- Legh Kamsar, (eigentlich Aram (Ter-)Tovmasyan), 1888–1965
- Tigran Kamsarakan, 1866–1941
- Silva Kaputikyan, 1919–2006
- Diran Kelekian, 1862–1915
- Sero Khanzadyan
- Mkrtitsch Chrimjan, 1820–1907
- Mkrtich Koriun, 1913–1984
- Hratschia Kotschar, 1910–1965
- Biuzand Kranian, 1912–unbekannt
- Schuschanik Kurghinjan, 1867–1927
- Vahan Kurkjian
- Stepan Kurtikian, 1908–1986
- Nahapet Kutschak, 16. Jh.?
- Jakob Kuyumdschian, 1904–1961

## L
- Leo, (eigentlich Arakel Babahanian), 1860–1932
- Leghents, 1866–1939
- Lütfi (eigentlich Hovhannes Balıkçıyan), 1833–1898
- Lukas Karnetsi, 1722–1799

## M
- Grigor Magistros
- Manuel Gümüschanatsi, 1768–1843
- Matteos Mamurian, 1830–1901
- Suren Manuelian, 1906–1908
- Missak Manuschjan, 1906–1944
- Hatschik Margosyan, 1894–1977
- Mıgırdiç Margosyan, 1938–2022
- Nouritza Matossian
- Hrant Matewosjan
- Garo Mehean, 1898–1984
- Missak Medzarents, 1886–1908
- Minas Amdetsi, 1630–1704
- Lütfi Minas, 1892–1957
- Minas Jewdokatsi
- Chatschatur Missakian, 1805–1891
- Hagop Mnzuri 1886–1978
- Nerses Mokatsi, 1575–1625
- Nerses von Lambron, 1153–1198
- H. K. Mrmerian, 1860–1926

## N
- Mikael Nalbandian, 1829–1866
- Khoren Narbey (eigentlich Khoren Kalfayan), 1832–1892
- Schahan Natali (eigentlich Hagop Der-Hagopian), 1884–1983
- Nar-Dos (eigentlich Mikayel Hovhanissian), 1867–1933
- Schawarsch Narduni (eigentlich Aschkanas Ayvazian), 1898–1968
- Hagop Nalyan, 1706–1764
- Nazani, 1870–1912
- Hrand Nazariantz, 1880–1962
- Liparit Nazariantz, 1877–1947
- Nirani (eigentlich Hovhannes Scharamanian), 1822–unbekannt
- Norair (eigentlich Norair Harutunian), 1912–1981
- Sayat Nova, 1712–1795
- Beniamin Nurikian, 1894–1988

## O
- Ervand Odian, 1869–1926
- Krikor Odian, 1834–1887
- Garo Ohan (eigentlich Hovhannes Garabedin), 1890–1933
- Ruben Orberian, 1874–1931
- Zareh Orbuni, 1902–1980
- Stepan Oskan, 1825–1901
- George „Maddox“ Ouzounian (USA), * 1978
- Ostanig, 1896–1954
- Samvel Ovasapian, * 1941

## P
- Aramaschot Papajan, 1911–unbekannt
- Vrtanes Papazian, 1866–1920
- Mikayel Paylak, 1905–1936
- Marine Petrosjan, 1960
- Garabed Poladian, 1914–1986

## R
- Nahabed Rusinian, 1819–1876

## S
- Abu Salih
- Sarmen, 1901–1984
- William Saroyan (USA), 1908–1981
- Hovsep Schischmanian, Dzerenz, 1822–1888
- Armen Schitanian, 1870–1932
- Paroujr Sewak
- Rupen Sevag, 1885–1915
- Garabed Sital, 1891–1972
- Smbat Shahaziz
- Shahan Shahnour, 1903–1974
- Aris Shaklian, 1900–1959
- Levon Schant, 1869–1951
- Howhannes Schiras, 1915–1984
- Shirvanzadeh
- Vasgen Shushanian, 1903–1941
- Siamanto, 1878–1915
- Simon Simonian, 1914–1986
- Hmayak Siras, 1902–1983
- Karekin Srvandziantz, 1840–1892
- Mihran Der-Stepanian, 1899–1964
- Leon Surmelian, 1905–1995

## T
- Vahan Tekeyan, 1878–1945
- Tovmas Terzian, 1840–1909
- Wartkes Tewekeljan, 1902–1969
- Tghkatintsi, 1860–1915
- Vahan Totovents, 1894–1938
- Andranig Tsarukian, 1913–1989
- Mikayel Tschamtschian, 1738–1823
- Derujenz Hovhannes Badveli Tschamurdschian, 1801–1888
- Aram Tscharek, 1874–1947
- Jeghische Tscharenz, 1897–1937
- Nubar Tscharhutjan
- Minas Tscheras, 1852–1929
- Tscherian Oglu Minas, 1730–1813
- Onnik Tschifte-Saraf, 1874–1932
- Krikor Tschilingirian, 1839–1922
- Arshag Tschobanian, 1872–1954
- Dikran Tschökürjan, 1884–1915
- Tserun Torkomian, 1896–1986
- Howhannes Tumanjan, 1869–1923
- Bedros Turian, 1851–1872

## U
- Garabed Ütüdschian, 1823–1904

## V
- Vahé Vahian, 1907–1998
- Taniel Varuschan, 1884–1915
- Vesper, 1893–1977
- Azad Vschtuni, 1894–1958

## Z
- Rupen Zartarian, 1874–1915
- Gostan Zarian, 1885–1969
- Krikor Zohrab, 1861–1915
- Nigoghos Zorayan, 1821–1859